# Nele Neuhaus
Cornelia Neuhaus, detta Nele (Münster, 20 giugno 1967), è una scrittrice tedesca.

## Biografia
Nele Neuhaus, seconda di quattro figli, è cresciuta a Paderborn.
Ha pubblicato il suo primo thriller, Unter Haien, nel 2005 tramite un sistema di Print on demand: Monsenstein und Vannerdat. Le critiche positive e il successo di pubblico la spinsero a continuare a scrivere, pubblicando, sempre tramite POD, il romanzo Eine unbeliebte Frau (La donna malvista), primo episodio della serie che avrà per protagonisti i detective Oliver von Bodenstein e Pia Kirchhoff
Nel 2008 ha pubblicato Mordsfreunde (Amici per la morte), seguito de La donna malvista . La qualità di questo titolo, poi tradotto e pubblicato in numerosi paesi, riuscì a procurarle un contratto con l'editore Ullstein, che acquisì anche i diritti sul libro precedente.
Nel 2009 è uscito il terzo volume della saga di Bodenstein e Kirchhoff, Ferite profonde (titolo originale: Tiefe Wunden), che per due settimane si mantenne in cima alla classifica tedesca dei bestseller. Nel 2010 ha pubblicato Biancaneve deve morire, quarto episodio della saga.
I suoi romanzi polizieschi hanno venduto circa 660 000 copie e sono stati tradotti in 14 lingue diverse.

## Opere

### Romanzi
- Unter Haien. Monsenstein und Vannerdat, Münster, 2005; Prospero, Münster, 2009
- Sommer der Wahrheit. Ullstein Verlag, Berlino, 2014

### Saga di Bodenstein & Kirchhoff
1. La donna malvista (Eine unbeliebte Frau. Monsenstein und Vannerdat, Münster, 2006; List, Berlino, 2009). Traduzione di Alessandra Petrelli, Giano, Milano, 2012.
2. Mordsfreunde. Monsenstein und Vannerdat, Münster, 2007; List, Berlino, 2009.
3. Ferite profonde (Tiefe Wunden. List, Berlino, 2009). Traduzione di Emanuela Cervini, Giano, Milano, 2012.
4. Biancaneve deve morire (Schneewittchen muss sterben.  List, Berlino, 2010). Traduzione di Emanuela Cervini, Giano, Milano, 2011..
5. Chi semina vento (Wer Wind sät. Ullstein, Berlino, 2011). Traduzione di Alessandra Petrelli, Giano, Milano, 2013.
6. Lupo cattivo (Böser Wolf. Ullstein, Berlino, 2012). Traduzione di Emanuela Cervini, Giano, Milano, 2014.
7. Die Lebenden und die Toten. Ullstein Verlag, Berlino, 2014.
8. Il Muro Del Silenzio (Im Wald. Ullstein Verlag, Berlin 2016). Traduzione di Serena Tardioli, Piemme, Milano, 2020.
9. I Morti di Maggio (Muttertag. Ullstein Verlag, Berlin 2018). Traduzione di Claudia Acher Marinelli, Piemme, Milano, 2020.

### Letteratura per ragazzi
- Das Pferd aus Frankreich. Monsenstein und Vannerdat, Münster, 2007
- Elena Contro tutti gli Ostacoli (Elena – ein Leben für Pferde. Band 1: Gegen alle Hindernisse. Planet Girl, Stoccarda, 2011). Giunti, Milano, 2018.
- L'Estate della Decisione (Elena – ein Leben für Pferde. Band 2: Sommer der Entscheidung. Planet Girl, Stoccarda, 2011). Giunti, Milano, 2018.
- Luci e Ombre sul Concorso (Elena – ein Leben für Pferde. Band 3: Schatten über dem Turnier. Planet Girl, Stoccarda, 2013.) Giunti, Milano, 2019.
- Il Segreto di Oaktree (Elena – Ein Leben für Pferde. Band 4: Elena, Das Geheimnis der Oaktree-Farm. Planet Girl, Stoccarda, 2014.) Giunti, Milano, 2020.
- Elena – Ein Leben für Pferde. Band 5: Ihr größter Sieg. Planet Girl, Stoccarda, 2016.
- Elena – Ein Leben für Pferde. Band 6: Eine falsche Fährte. Planet Girl, Stoccarda, 2017.
- Charlottes Traumpferd. Planet Girl, Stoccarda, 2012
- Charlottes Traumpferd: Gefahr auf dem Reiterhof Planet Girl, Stoccarda, 2012.
- Charlottes Traumpferd: Ein unerwarteter Besucher, Planet Girl, Stoccarda, 2014.
- Charlottes Traumpferd: Erste Liebe, erstes Turnier, Planet Girl, Stoccarda, 2015.
- Charlottes Traumpferd: Wir sind doch Freunde, Planet Girl, Stoccarda, 2016.
- Charlottes Traumpferd: Durch dick und dünn, Planet Girl, Stoccarda, 2018.